# Hora Svatého Šebestiána
Hora Svatého Šebestiána (in tedesco Sankt Sebastiansberg) è un comune della Repubblica Ceca facente parte del distretto di Chomutov, nella regione di Ústí nad Labem.